# Emanuele del Belgio
Emanuele del Belgio (nome completo in olandese Emmanuel Leopold Willem Frans Maria, in francese Emmanuel Léopold Guillaume François Marie; Anderlecht, 4 ottobre 2005) è un principe belga, terzo figlio del re Filippo e della regina Mathilde e terzo in linea di successione al trono del Belgio dopo i fratelli maggiori.

## Biografia

### Infanzia e battesimo
Nasce all'ospedale Erasmo di Anderlecht il 4 ottobre 2005. Ha due fratelli maggiori, Elisabetta e Gabriele, e una sorella minore, Eleonora
È stato battezzato nella cappella privata del castello di Ciergnon il 10 dicembre 2005. Il suo padrino è il granduca ereditario del Lussemburgo Guglielmo e la sua madrina è la contessa Elisabeth d'Udekem d'Acoz, sua zia materna.

#### Onomastica
Al principe vennero dati i seguenti nomi:
- Emanuele, per l'usanza dei suoi genitori di chiamare i figli con nomi che iniziano o finiscono con "El-/-el";
- Leopoldo, in onore del bisnonno paterno re Leopoldo III;
- Guglielmo, in onore del suo padrino;
- Francesco, in onore di Francesco d'Assisi, essendo nato nel giorno della ricorrenza del santo;
- Maria, come nome di tradizione cattolica.

### Educazione
Ha frequentato il Sint-Jan Berchmanscollege a Marollen, Bruxelles, come i suoi fratelli maggiori.
Nel settembre 2012 è stato annunciato che si sarebbe trasferito alla scuola speciale Eureka a Kessel-Lo, Lovanio, dove studiò in olandese. La scuola si dedica, in mondo mirato, a bambini con dislessia. Dall'estate del 2020 ha studiato in inglese all'International School of Brussels, dove ha ottenuto il baccellierato internazionale.
Parla fluentemente in olandese, francese e inglese. Gli piace praticare diversi sport: tennis, sci, windsurf e corsa. Suona il sassofono.

## Titoli e trattamento
- 4 ottobre 2005 - attuale: Sua Altezza Reale, il principe Emanuele del Belgio

## Ascendenza
|                                |                                |                                          | Genitori                                     |  |  | Nonni |  |  | Bisnonni               |  |  | Trisnonni            |  |
|                                |                                |                                          |                                              |  |  |       |  |  | Leopoldo III dei Belgi |  |  | Alberto I del Belgio |  |
|                                |                                |                                          |                                              |  |  |       |  |  | Leopoldo III dei Belgi |  |  | Alberto I del Belgio |  |
|                                |                                | Elisabetta di Wittelsbach                |                                              |  |  |       |  |  | Leopoldo III dei Belgi |  |  |                      |  |
| Alberto II dei Belgi           |                                |                                          |                                              |  |  |       |  |  | Leopoldo III dei Belgi |  |  |                      |  |
|                                |                                | Astrid di Svezia                         | Carlo di Svezia                              |  |  |       |  |  |                        |  |  |                      |  |
|                                |                                | Astrid di Svezia                         | Carlo di Svezia                              |  |  |       |  |  |                        |  |  |                      |  |
|                                |                                | Astrid di Svezia                         | Ingeborg di Danimarca                        |  |  |       |  |  |                        |  |  |                      |  |
| Filippo del Belgio             |                                | Astrid di Svezia                         |                                              |  |  |       |  |  |                        |  |  |                      |  |
|                                |                                | Fulco Ruffo di Calabria                  | Fulco Beniamino Ruffo di Calabria            |  |  |       |  |  |                        |  |  |                      |  |
|                                |                                | Fulco Ruffo di Calabria                  | Fulco Beniamino Ruffo di Calabria            |  |  |       |  |  |                        |  |  |                      |  |
|                                |                                | Fulco Ruffo di Calabria                  | Laura Mosselman du Chenoy                    |  |  |       |  |  |                        |  |  |                      |  |
| Paola Ruffo di Calabria        |                                | Fulco Ruffo di Calabria                  |                                              |  |  |       |  |  |                        |  |  |                      |  |
|                                |                                | Luisa Gazelli dei Conti di Rossana       | Augusto Gazzelli dei Conti di Rossana        |  |  |       |  |  |                        |  |  |                      |  |
|                                |                                | Luisa Gazelli dei Conti di Rossana       | Augusto Gazzelli dei Conti di Rossana        |  |  |       |  |  |                        |  |  |                      |  |
|                                |                                | Luisa Gazelli dei Conti di Rossana       | Maria dei Conti Rignon                       |  |  |       |  |  |                        |  |  |                      |  |
| Emanuele del Belgio            |                                | Luisa Gazelli dei Conti di Rossana       |                                              |  |  |       |  |  |                        |  |  |                      |  |
|                                | Barone Charles d'Udekem d'Acoz | Barone Maximilien d'Udekem d'Acoz        |                                              |  |  |       |  |  |                        |  |  |                      |  |
|                                | Barone Charles d'Udekem d'Acoz | Barone Maximilien d'Udekem d'Acoz        |                                              |  |  |       |  |  |                        |  |  |                      |  |
|                                | Barone Charles d'Udekem d'Acoz | Baronessa Angélique Maria van Eyll       |                                              |  |  |       |  |  |                        |  |  |                      |  |
| Conte Patrick d'Udekem d'Acoz  | Barone Charles d'Udekem d'Acoz |                                          |                                              |  |  |       |  |  |                        |  |  |                      |  |
|                                |                                | Jonkvrouw Suzanne van Outryve d'Ydewalle | Jonkheer Clément van Outryve d'Ydewalle      |  |  |       |  |  |                        |  |  |                      |  |
|                                |                                | Jonkvrouw Suzanne van Outryve d'Ydewalle | Jonkheer Clément van Outryve d'Ydewalle      |  |  |       |  |  |                        |  |  |                      |  |
|                                |                                | Jonkvrouw Suzanne van Outryve d'Ydewalle | Jonkvrouw Madeleine de Thibault de Boesinghe |  |  |       |  |  |                        |  |  |                      |  |
| Mathilde d'Udekem d'Acoz       |                                | Jonkvrouw Suzanne van Outryve d'Ydewalle |                                              |  |  |       |  |  |                        |  |  |                      |  |
|                                |                                | Conte Léon-Michel Komorowski             | Conte Michel Komorowski                      |  |  |       |  |  |                        |  |  |                      |  |
|                                |                                | Conte Léon-Michel Komorowski             | Conte Michel Komorowski                      |  |  |       |  |  |                        |  |  |                      |  |
|                                |                                | Conte Léon-Michel Komorowski             | Maria Zaborowska                             |  |  |       |  |  |                        |  |  |                      |  |
| Contessa Anna Maria Komorowska |                                | Conte Léon-Michel Komorowski             |                                              |  |  |       |  |  |                        |  |  |                      |  |
|                                |                                | Principessa Zofia Sapieha                | Principe Adam Zygmunt Sapieha                |  |  |       |  |  |                        |  |  |                      |  |
|                                |                                | Principessa Zofia Sapieha                | Principe Adam Zygmunt Sapieha                |  |  |       |  |  |                        |  |  |                      |  |
|                                |                                | Principessa Zofia Sapieha                | Contessa Teresa Sobanska                     |  |  |       |  |  |                        |  |  |                      |  |
|                                |                                | Principessa Zofia Sapieha                |                                              |  |  |       |  |  |                        |  |  |                      |  |